# Alfred Ziehm
Alfred Ziehm (* 10. Februar 1896 in Dresden; † unbekannt) war ein deutscher Gewerkschafter und Politiker.

## Leben und Tätigkeit
Ziehm, der das Mechanikerhandwerk erlernt hatte, war seit 1918 Mitglied der Sozialdemokratischen Partei Deutschlands (SPD). In der Zeit der Weimarer Republik wurde er Mitglied des Reichsbanners Schwarz-Rot-Gold.
Vor 1933 war Ziehm Mitglied der Stadtverordnetenversammlung von Leipzig. Außerdem war er von 1927 bis 1933 Vorsitzender des Gesamtbetriebsrates aller städtischen Werke und Verwaltungen in Leipzig.
Im Mai 1933, wenige Monate nach dem Machtantritt der Nationalsozialisten floh Ziehm in die Tschechoslowakei. Dort ließ er sich in Graupen bei Teplitz nieder, wo er einen kleinen Handel betrieb. Politisch stellte er sich der SOPADE, der Exil-Organisation der in Deutschland verbotenen SPD, zur Verfügung, für die er Sopade-Stützpunktleiter in Brüx-Katharinenberg wurde. Zusammen mit einigen weiteren sozialdemokratischen Emigranten bildete Ziehm außerdem die oppositionelle Gruppe "Ziehm und Genossen", die sich bemühte, von der Tschechoslowakei aus gegen das NS-Regime zu arbeiten.
Die Tätigkeit von Ziehms Gruppe blieb den nationalsozialistischen Überwachungsorganen nicht verborgen: So hat sich ein Bericht des Gestapobeamten Wilhelm Krichbaum über die Gruppe erhalten, in dem deren "staatszersetzende Tätigkeit gegen Deutschland" festgehalten wird. Diesem zufolge widmete diese sich dem Einschmuggeln von gegen das NS-Regime gerichteten Schriftgut, der Aufrechterhaltung der Verbindungen zu in Deutschland verbliebenen Parteigenossen sowie dem Ankauf von Waffen und der Verteilung derselben an Emigranten. "Zusammenfassend" könne gesagt werden, so Krichbaum, "dass Ziehm im Kampfe gegen das nationalsozialistische Deutschland mit in der vordersten Front steht und dadurch gegen die Pflicht der Treue zu Reich und Volk" verstoßen habe, weshalb die Maßnahme der Ausbürgerung gerechtfertigt erscheine. Die Ausbürgerung wurde dann auch tatsächlich vollzogen.
Im Januar 1939 siedelte Ziehm nach Großbritannien über. Dort wurde er nach dem Ausbruch des Zweiten Weltkriegs – trotz seiner Ausbürgerung in Deutschland – als Angehöriger einer feindlichen Macht interniert. Später arbeitete er wieder als Mechaniker.
Von den nationalsozialistischen Machthabern nach wie vor als gefährlicher Staatsfeind angesehen, wurde Ziehm im Frühjahr 1940 vom Reichssicherheitshauptamt in Berlin auf die Sonderfahndungsliste G.B. gesetzt, ein Verzeichnis von Personen, die im Falle einer erfolgreichen Invasion und Besetzung Großbritanniens durch die deutsche Wehrmacht automatisch und vorrangig von Sonderkommandos der SS in Haft genommen werden sollten.